# リッチモンド郡 (バージニア州)
リッチモンド郡（英: Richmond County）は、アメリカ合衆国バージニア州内のノーザン・ネックに位置する郡である。人口は8,809人（2000年）である。ここの郡庁所在地はワルソーである。
バージニア州都リッチモンドはこの郡内の都市ではない。

## 地理
アメリカ合衆国統計局によると、この郡は総面積560 km2 (216 mi2) である。このうち496 km2 (191 mi2) が陸地で65 km2 (25 mi2) が水地域である。総面積の11.52%が水地域となっている。

## 人口動勢

2000年国勢調査に基づくリッチモンド郡の人口ピラミッド

2000年国勢調査で、この郡は人口8,809人、2,937世帯、及び2,000家族が暮らしている。人口密度は18/km2 (46/mi2) である。7/km2 (18/mi2) の平均的な密度に3,512軒の住宅が建っている。この都市の人種的な構成は白人64.77%、アフリカン・アメリカン33.17%、先住民0.09%、アジア0.32%、太平洋諸島系0.07%、その他の人種0.85%、及び混血0.73%である。ここの人口の2.10%はヒスパニックまたはラテン系である。
この郡内の住民は18.40%が18歳未満の未成年、18歳以上24歳以下が8.00%、25歳以上44歳以下が31.80%、45歳以上64歳以下が24.10%、及び65歳以上が17.70%にわたっている。中央値年齢は40歳である。女性100人ごとに対して男性は127.60人である。18歳以上の女性100人ごとに対して男性は131.90人である。
この郡内の世帯ごとの平均的な収入は33,026米ドルであり、家族ごとの平均的な収入は42,143米ドルである。男性は30,722米ドルに対して女性は21,807米ドルの平均的な収入がある。この郡の一人当たりの収入 (per capita income) は16,675米ドルである。人口の15.40%及び家族の11.90% は貧困線以下である。全人口のうち18歳未満の21.20%及び65歳以上の12.50%は貧困線以下の生活を送っている。

## 町
- ワルソー